# Nicola Simonelli
Nicola Simonelli (Maracay, 20 de enero de 1958) es un exfutbolista y entrenador venezolano de ascedencia italiana. Jugó en trece partidos para la selección de fútbol de Venezuela desde 1980 a 1985. También formó parte de la selección de Venezuela para el torneo de la Copa América de 1983. Jugó parte de su carrera para el Atlético San Cristóbal de Venezuela.
Luego del retiro, fue el segundo técnico en la historia del Aragua Fútbol Club entre 2002 y 2003 cuando el club compitió en la Segunda División de Venezuela.